# Wehrkirche St. Michael

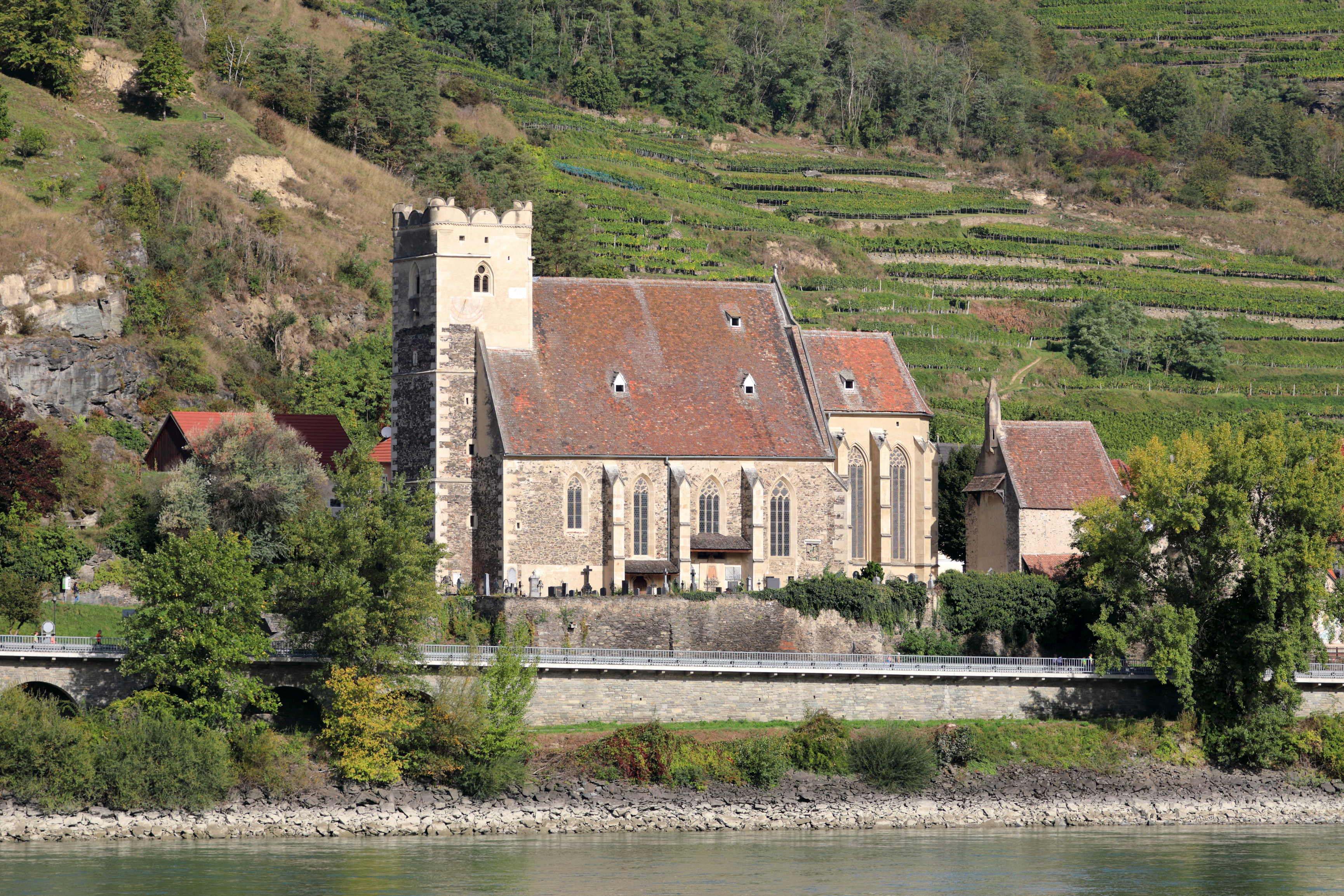
Südansicht der ehemaligen Wehrkirche

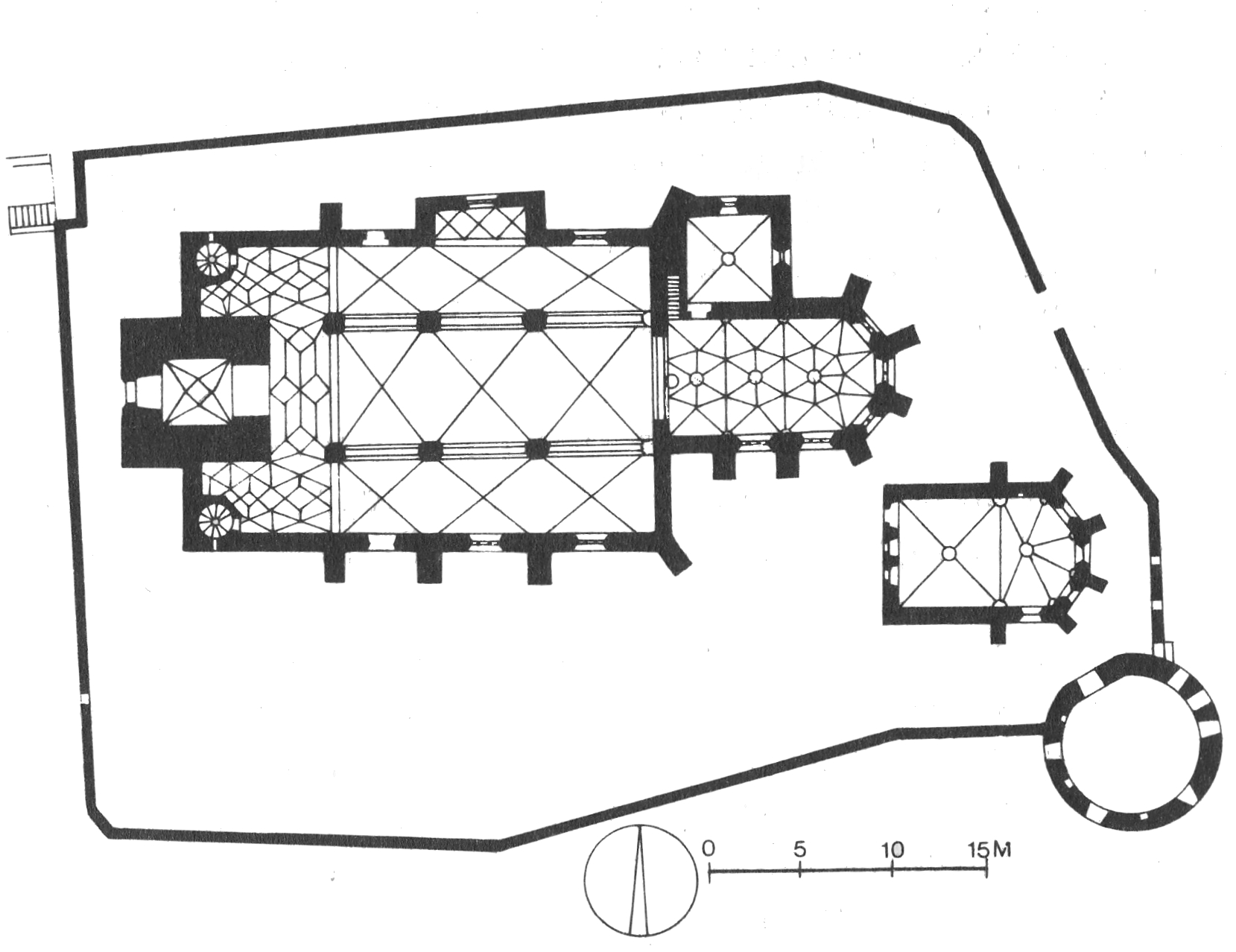
Grundriss der Gesamtanlage

Die Wehrkirche zum heiligen Michael ist eine geostete römisch-katholische Kirche mit Westturm in der Katastralgemeinde St. Michael der Marktgemeinde Weißenkirchen in der Wachau in Niederösterreich. Sie ist Filialkirche der Pfarre Wösendorf im Dekanat Spitz und steht gemäß Verordnung des Bundesdenkmalamtes unter Denkmalschutz (Listeneintrag).

## Geschichte der Kirche
Die Wehrkirche St. Michael war Sitz der ehemals weitreichenden Pfarre und Mutterkirche der Wachau.
Sie steht an der Stelle einer kleinen keltischen Opferstätte.
- um 800: Karl der Große errichtet anstelle der keltischen Opferstätte ein Michaelsheiligtum
- 0987: Die erste urkundliche Erwähnung
- 1162: Die Pfarre St. Michael wird an das Stift Sankt Florian übertragen.[2]
- 1395: Stiftung und Bau des gotischen Karner (Beinhaus) mit gotischem Kreuzrippengewölbe
- 1500–1520: romanische Steinkirche wird durch eine spätgotische Kirche ersetzt
- 1500–1530: Die Wehranlage mit 5 Türmen, Zugbrücke und Kirche wurden erbaut. Wehranlage wird bis ins 17. Jahrhundert mehrmals verstärkt.
- 1532: Spanische Hilfstruppen stecken den gotischen Kirchturm in Brand
- 1544: Der Westturm (ursprünglich gotisch), erhielt nach einem Brand einen Abschluss im Stil der Renaissance.
- 1630: Ein Brand führte zum Einsturz des Langhausgewölbes
- 1631–1643: Baumeister Cyprian Biasino errichtet ein frühbarockes Kirchengewölbe und ummantelt die gotischen Strebepfeiler
- 1784: Pfarre wird von Kaiser Joseph II. aufgelöst. Seither ist die Kirche Filialkirche der Pfarre Wösendorf.[3]
- 1948: Renovierungsarbeiten beginnen an der Einsturz gefährdeten Wehrkirche
- 26. Mai 1968: Wehrkirche wird durch Bischof Franz Žak wiedereröffnet

## Baubeschreibung
Die Kirche steht auf einer teilweise künstlich angelegten Terrasse an der Donauuferstraße. Der spätgotische innen barockisierte Staffelhallenbau mit Chor hat einen markanten westlichen Wehrturm aus dem ersten Viertel des 16. Jahrhunderts, der in den Jahren 1964/65 restauriert wurde. Die Kirche und der benachbarte Karner aus dem frühen 14. Jahrhundert sind vom Friedhof und der gut erhaltenen Befestigungsanlage aus dem 15. Jahrhundert umgeben.

### Wehranlage

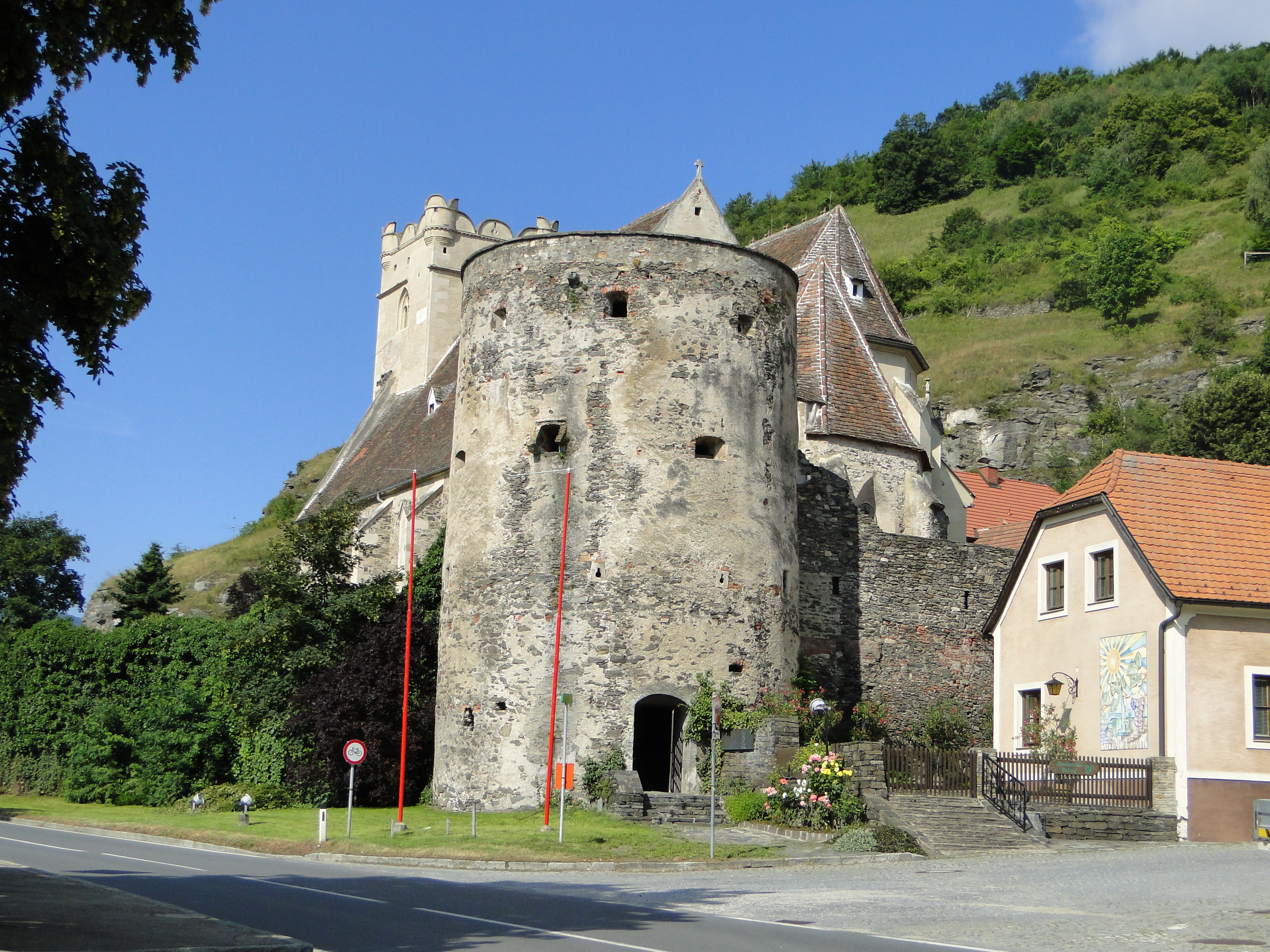
Rundturm an der SO-Ecke der Wehranlage

Die Wehranlage besteht aus einer ursprünglich etwa 7 Meter hohen Umfassungsmauer, die durch den Niveauunterschied zur Donau hin teilweise als Futtermauer ausgeführt ist. Diese Mauer wurde im Jahre 1575 erhöht und in den Jahren 1605 und 1677 verstärkt. In der Südostecke der Anlage ist ein dreigeschoßiger mächtiger Rundturm integriert, der früher durch eine begehbare Bogenbrücke mit dem Karner verbunden war. Von dieser Bogenbrücke ist ein mit 1886 bezeichneter Schwibbogen erhalten. Der Rundturm hat Pechnasen mit dreiseitigen Wangen auf Kragsteinen, zahlreiche Schlüsselscharten sowie im zweiten und dritten Geschoß vermauerte Türöffnungen zu den ehemaligen Wehrgängen der Friedhofsmauer und nordseitig einen Abtrittserker.
Seit Fertigstellung der zwischen 1954 und 1958 gebauten Donauuferstraße wird der Rundturm als Aussichtsturm verwendet. Er ist mit Sgraffito Darstellungen der Geschichte des Donautales von Rudolf Pleban ausgestattet.
Ein zweiter Rundturm in der Nordostecke der Wehranlage, der ursprünglich als Straßensperre gedient hat, ist 1805 teilweise eingestürzt und wurde abgetragen.
Am heutigen Friedhofzugang ist ein ehemaliger Torturm mit Holzbrücke über einen Graben erhalten.

### Kirche

#### Langhaus und Chor außen

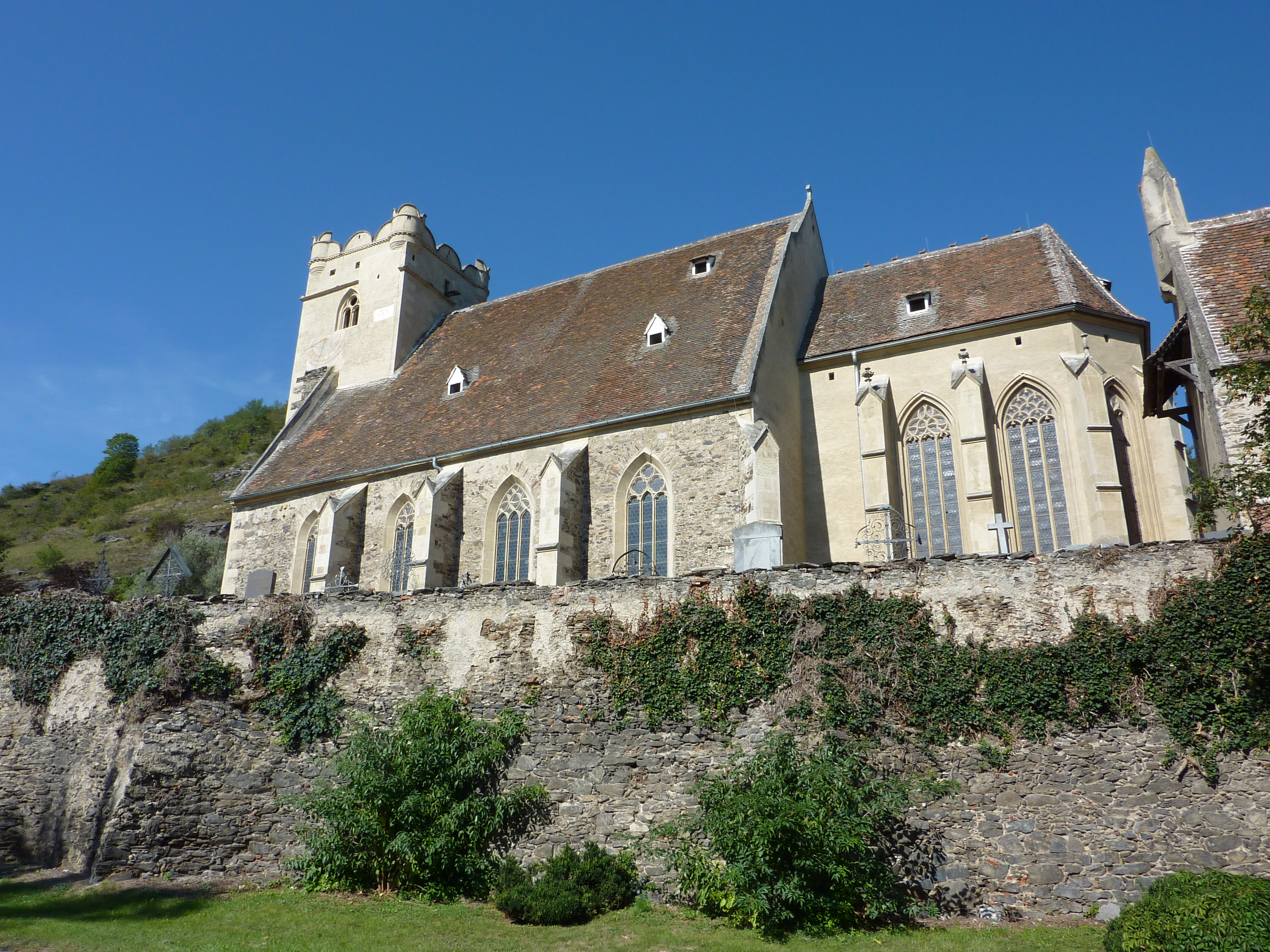
Ansicht von Südosten

Über einem umlaufenden Sohlbankgesims erhebt sich das vierjochige Langhaus mit eingezogenem dreijochigem Chor, der in einem Fünfachtelschluss endet. Sowohl das Langhaus als auch der eingezogene Chor sind mit einem Satteldach mit Dachgauben gedeckt, die als Giebelgauben oder als gerade Schleppgauben ausgeführt sind. Die Fassade ist durch übergiebelte Strebepfeiler mit Wasserschlägen gegliedert, die am Chor durch stark verwitterte Kreuzblumen bekrönt werden. Die Maßwerkfenster sind im Spitzbogen mit Dreiblatt-, Fischblasen- und Rundbogenformen versehen.
An der Nordseite des Langhauses ist zwischen Strebepfeilern eine spätgotische Kapelle mit Spitzbogenportal und schulterbogigem Zugang zur ehemaligen Gruft sowie kurzem dreibahnigem Maßwerkfenster angebaut. Südseitig befindet sich unter einem eingemauerten romanischen Reliefkopf, vermutlich einem ehemaligen Schlussstein, ein reich verstäbtes Schulterbogenportal mit spätgotisch beschlagenem Türblatt. Auf dem seitlichen Strebepfeiler befinden sich eine aus dem 16. Jahrhundert stammende Rötelinschrift sowie zwei eingemauerte romanische Kopfskulpturen.
Die Fassade des Chores ist nord- und südseitig mit „1521“ bezeichnet. An der Nordseite des Chores ist eine zweigeschoßige Sakristei mit quadratischem Grundriss angebaut, welche mit „1519“ bezeichnet ist. Der Sakristeianbau hat Spitzbogen- und Rechteckfenster und nordseitig ein verstäbtes Spitzbogentor. An der Ostseite befindet sich der Abgang zur Gruft, welche durch ein Schulterbogenportal erschlossen wird. Darüber ist eine Giebelkonsole mit drei reliefierten Wappenschildern und der Bezeichnung „1522“.
Auf dem Dachfirst des Chores sind Kopien von sieben Terrakottafiguren, deren Originale im Kremser Stadtmuseum aufbewahrt werden. Sie stellen Hirsche und Pferde dar, sind aber als „Die sieben Hasen von St. Michael“ bekannt und als solche Gegenstand einer gleichnamigen Sage.
An der Ostseite des Chores befinden sich Wandmalereifragmente mit Darstellungen der Kreuzigung und des Jüngsten Gerichtes.

#### Langhaus und Chor innen

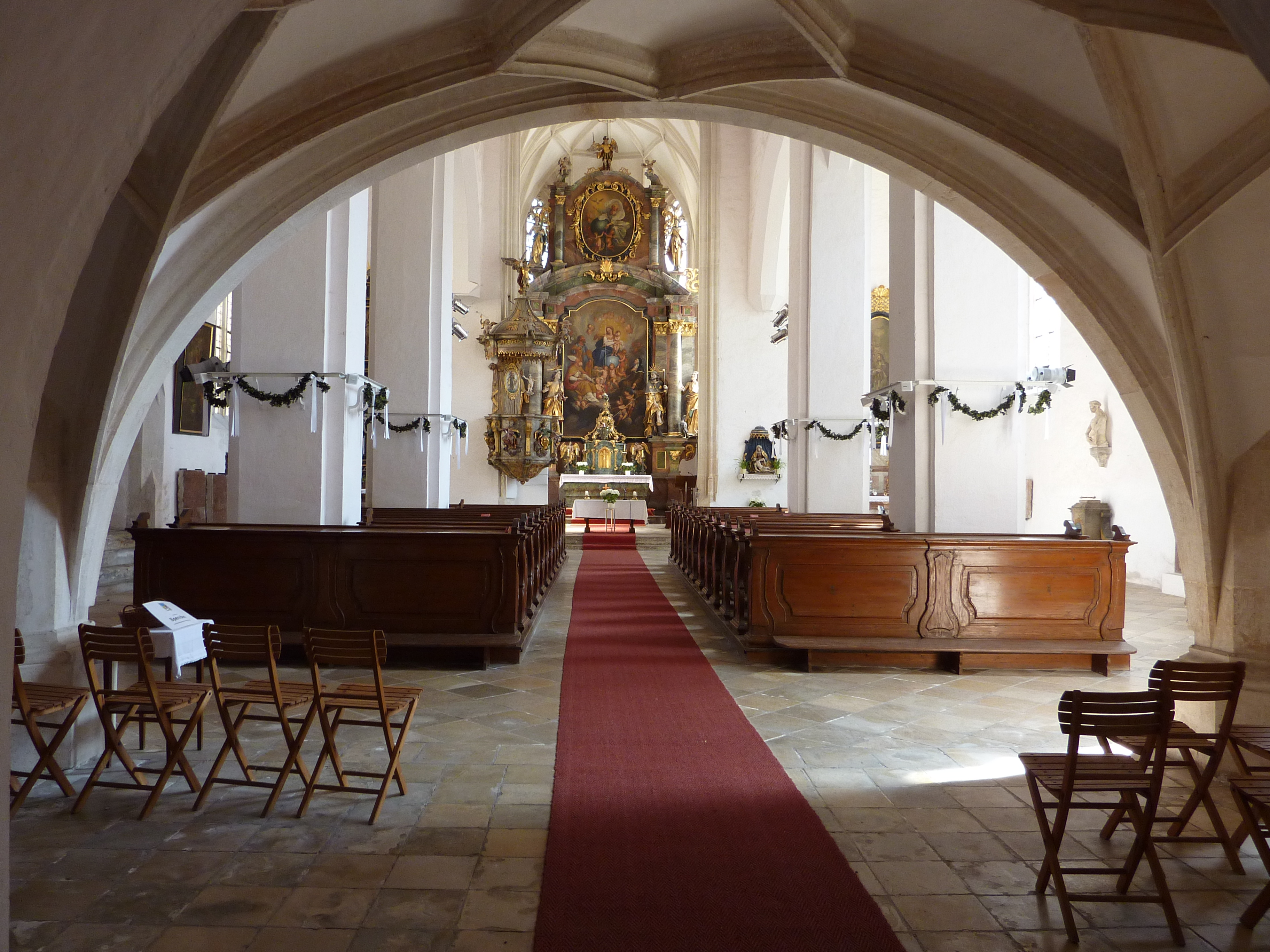
Einsicht nach Osten

Das Langhaus ist eine dreischiffige vierjochige Staffelhalle mit spitzbogigen Scheidbögen auf Pfeilern. Nach dem Brand von 1630, der zum Einsturz des Langhausgewölbes geführt hat, wurde dieses in den Jahren 1631 bis 1634 auf den mit Pilastern ummantelten Pfeilern durch Cypriano Biasino als Kreuzgratgewölbe wiederhergestellt.
Die dreischiffige netzrippenunterwölbte und mit „1505“ bezeichnete Westempore öffnet sich zum Langhaus hin in profilierten Spitz- und Rundbogen. Zwei verstäbte Schulterbogenportale bilden die Zugänge zu den Emporenaufgängen.
Ein profilierter Spitzbogen an der Nordseite des Langhauses bildet den Zugang zu einem nischenartigen Kapellenanbau, der mit einem Netzrippengewölbe mit reliefierten Schlusssteinen überwölbt ist. Die Schlusssteine sind als Rosette, Wappen und Weinrebe ausgeführt und tragen seitlich reliefierte Köpfe.
Ein leicht eingezogener spitzbogiger Triumphbogen, der mit „1749“, dem Jahr der Renovierung, bezeichnet ist, bildet den Übergang zum Chor. Bündeldienste mit Baldachinnischen auf Kopfkonsolen tragen das Netzrippengewölbe des Chores. Der Schlussstein im Osten ist vierpassförmig und mit Lamm Gottes reliefiert, ein anderer trägt ein mit „1523“ bezeichnetes Wappenschildchen.

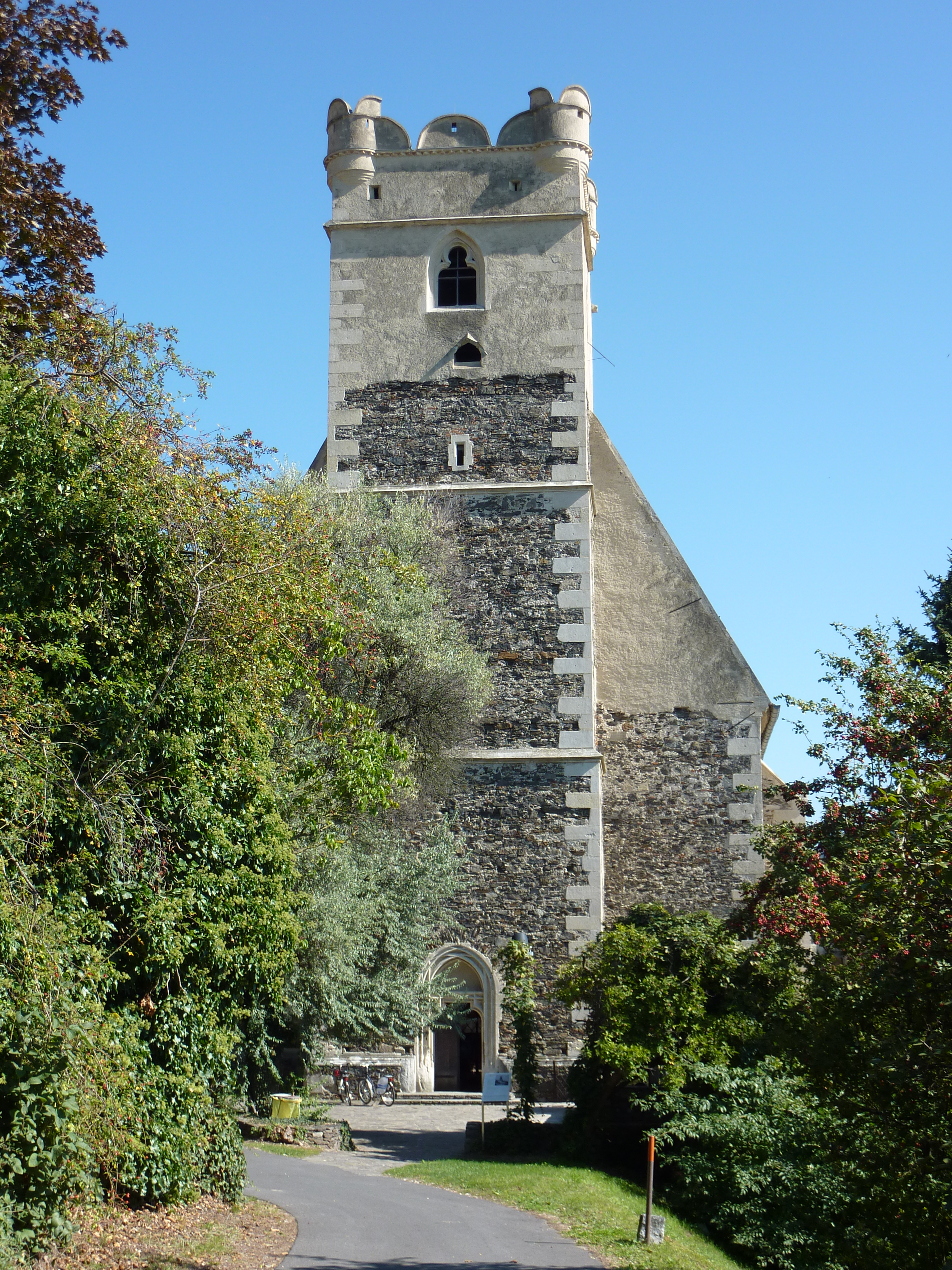
Ansicht von Westen

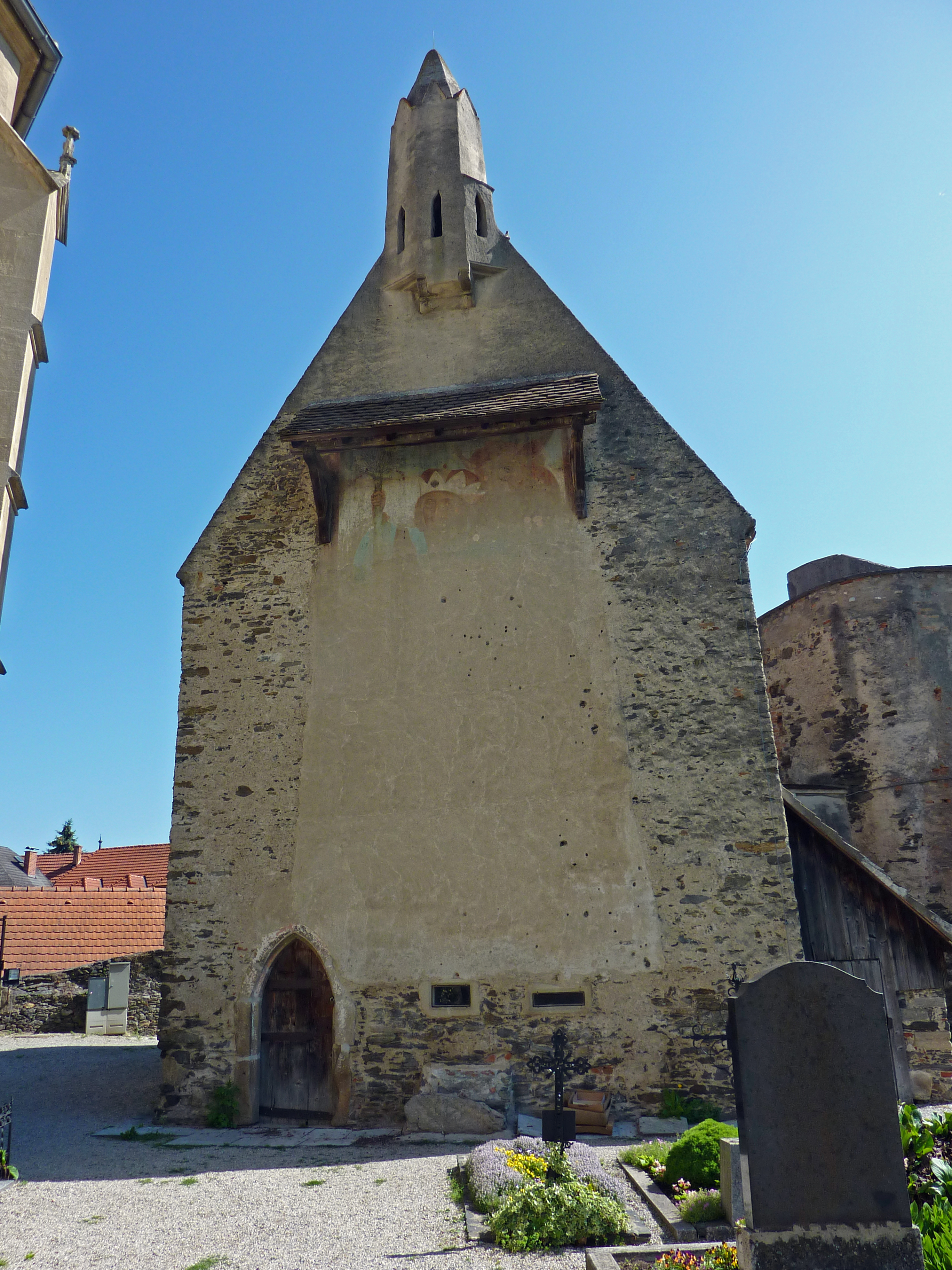
Westansicht des Karners

Der Zugang zur Kanzel erfolgt über einen schulterbogigen Aufgang, jener zur Sakristei durch ein reich profiliertes Portal. Die Sakristei ist von einem am Schlussstein mit „1519“ bezeichneten Kreuzrippengewölbe überwölbt.
Die Sakramentsnische hat einen Schmiedeeisenbeschlag mit fünf Schlössern. Unter einem profilierten Vorhangbogen befindet sich die Session.

### Turm
Der viergeschoßige quadratische Westturm ist halb in das Langhaus eingestellt und mit „1509“ bezeichnet, das Bruchsteinmauerwerk ist im unteren Bereich unverputzt. Die Fassade des Turmes ist durch Gesimse und Ortssteinquaderung gegliedert und hat einige Gerüstlöcher. An der Westseite befindet sich ein verstäbtes Spitzbogenportal mit Schulterbogeneinsatz.
Das Schallgeschoß wurde im Jahre 1544 nach dem Brand von 1532 aufgesetzt, die Schallfenster sind als spitzbogige Maßwerkfenster ausgeführt. Der Turm wird durch Rundbogenzinnen und runde vorkragende Ecktürmchen über einem Zahnschnittfries bekrönt und hat mehrere Schießscharten.
An der Südseite des Turmes befindet sich eine Sonnenuhr.
Der Turm hat im Erdgeschoß ein Netzrippengewölbe, im ersten Obergeschoß, das als mittelalterlicher Bergungsraum genutzt wurde, ein Kreuzrippengewölbe. Die Obergeschoße sind wehrhaft ausgebaut und schwer zugänglich.

### Karner (Beinhaus)
Zwischen der Apsis der Wehrkirche und dem Wehrturm an der Südostecke der Befestigungsanlage befindet sich der, vom Wösendorfer Ehepaar Seyfried und Margarete Freytl, und nach dem Jahre 1395 erbaute Karner. Es ist dies ein hoher schmaler Bau mit östlichem Fünfachtelschluss, gestuften kräftigen Strebepfeilern, zweibahnigen Spitzbogenfenstern mit Vierpassmaßwerk sowie Lanzettfenstern mit Dreiblattschluß.
Die glatte Giebelwand im Westen wird durch einen sechsseitigen vorkragenden Dachreiter auf Konsole mit Giebelkranz und steinernem Pyramidenhelm bekrönt. Darunter befinden sich Reste einer monumentalen Wandmalerei aus dem letzten Viertel des 15. Jahrhunderts, die den heiligen Christophorus mit Markgrafenhut als Landespatron dargestellt, wie dies auch im Inneren der Pfarrkirche Schöngrabern der Fall ist.
Der Innenraum ist einjochig mit einem Kreuzrippengewölbe auf Kelchkonsolen. Der Schlussstein trägt einen Wappenschild mit drei Herzen.
Die Karnerkapelle beinhaltet:
- Knochenpieta ziert den Altar aus der Barockzeit
- Witwenzöpfe von ca. 1500–1700
- Josephinischer Klappsarg für Erwachsene
- Josephinischer Klappsarg für Kinder
- 3 Mumien aus der Zeit von 1150–1300, seit 1929 in Glasvitrinen
- Außen auf der Westseite: Bild des hl. Christophorus mit den Zügen Herzog Maximilian I. (HRR) um 1500

## Ausstattung

### Kirche

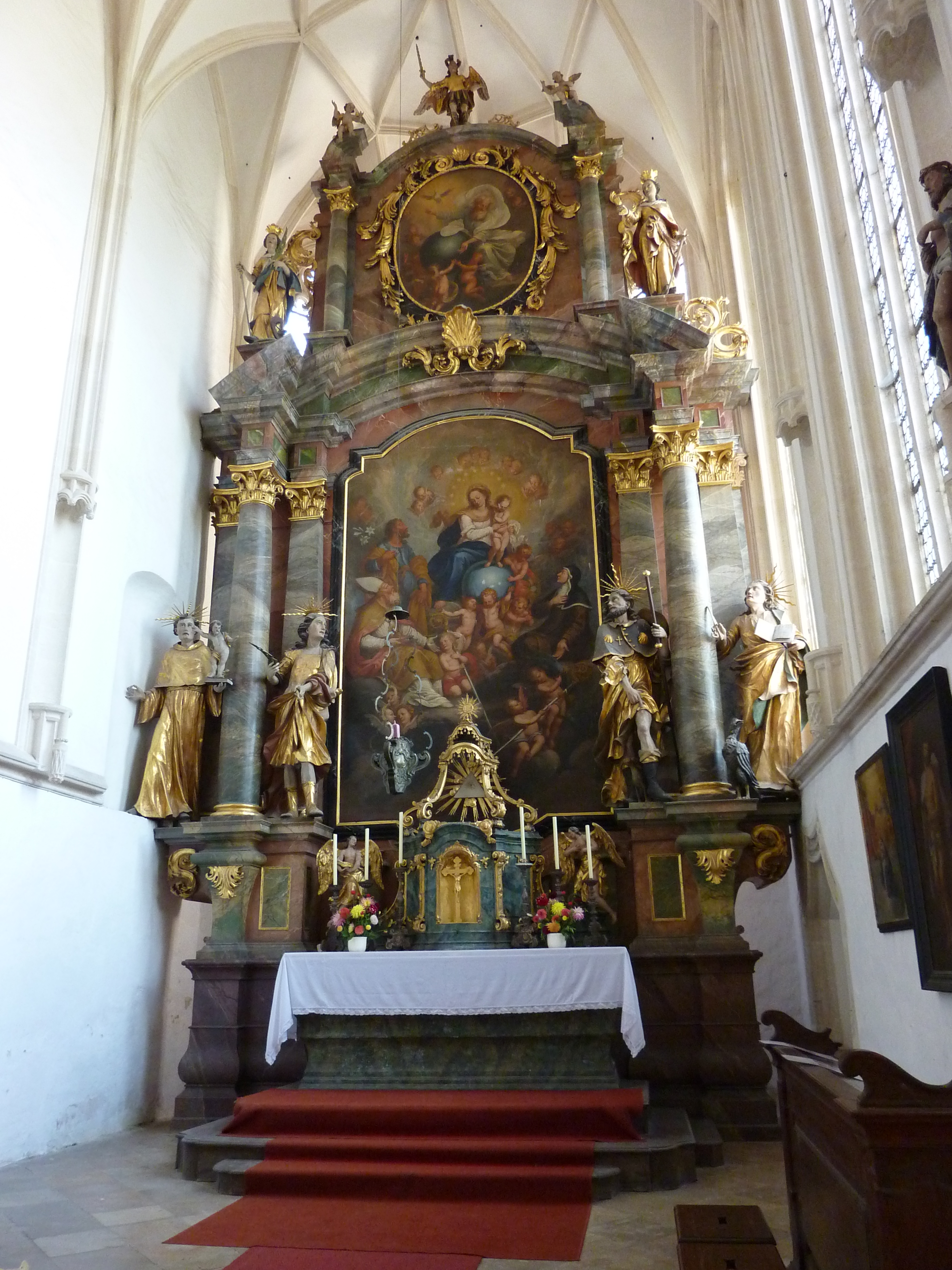
Hochaltar

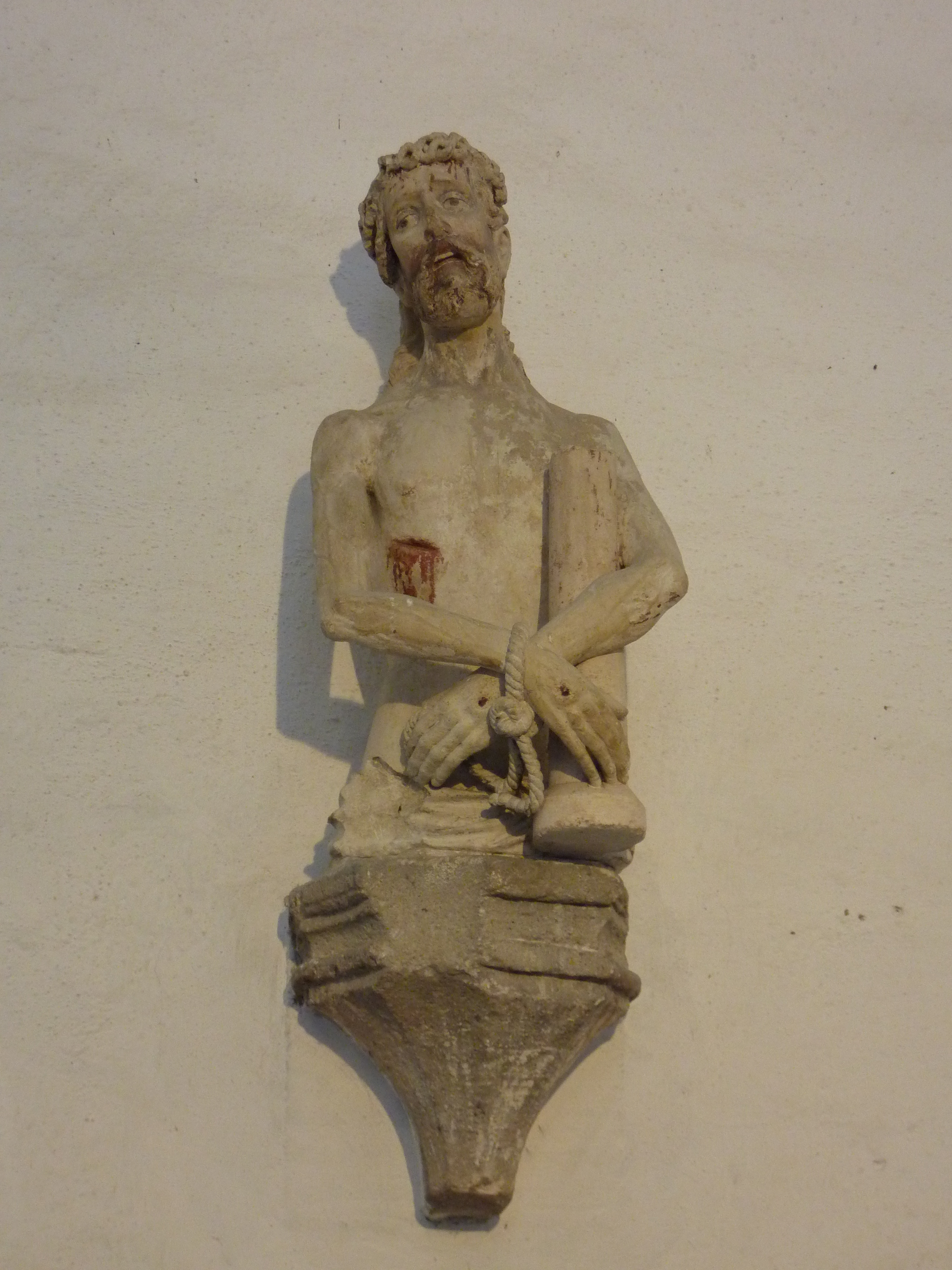
Schmerzensmann (ca. 1420)

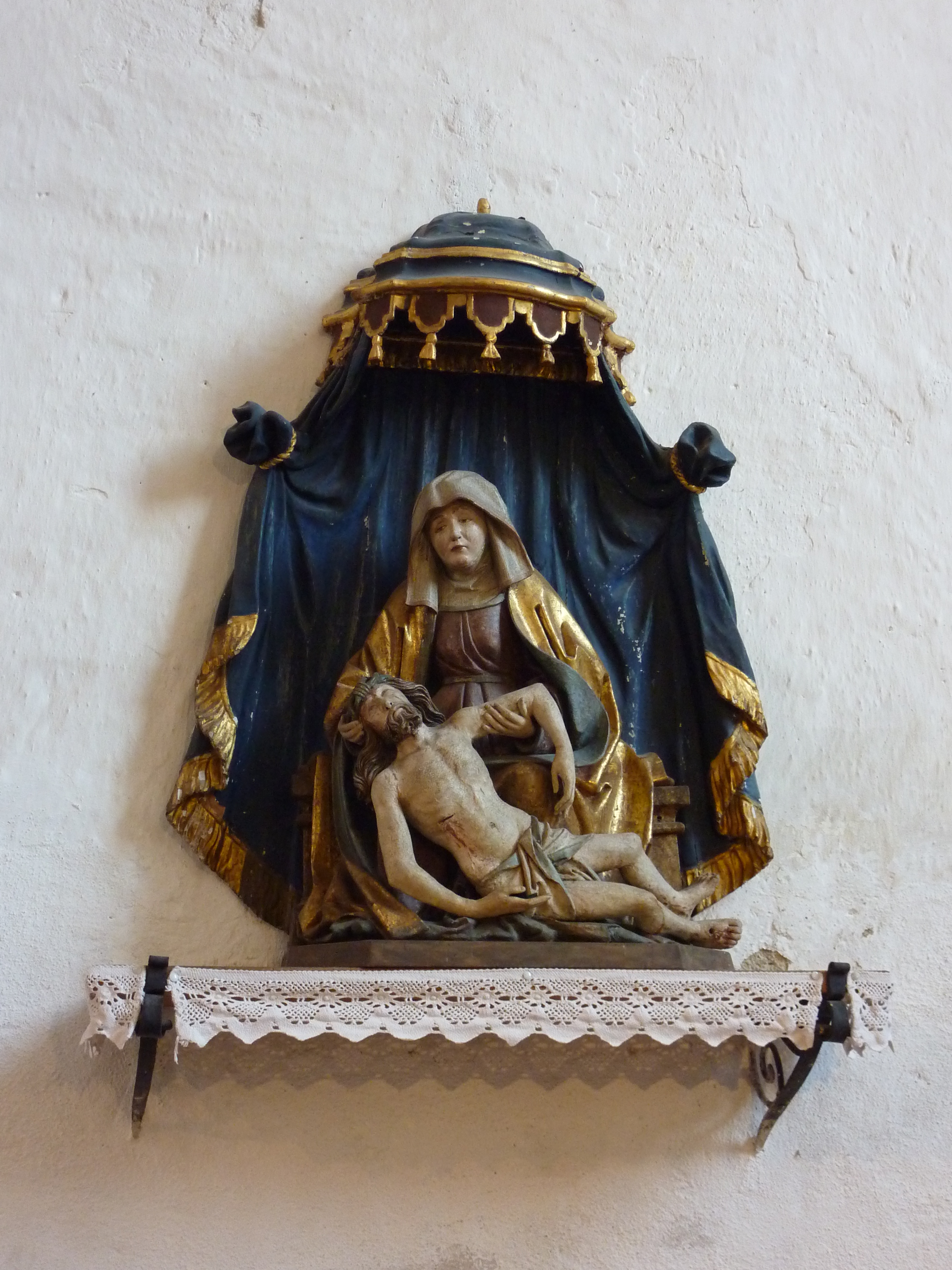
Pietà (ca. 1500)

Der Hochaltar stammt aus dem Jahre 1690 und wurde im Jahre 1748 aus der Stadtpfarrkirche Stein hierher übertragen. Er hat ein durch Pilaster gegliedertes Retabel mit gesprengtem Segmentbogengiebel und einen durch Säulen gegliederten Aufsatz. Das Altarbild zeigt die Madonna, welche auf einer Weltkugel thront. Als Assistenzfiguren sind die heiligen Josef, Nikolaus und Klara sowie einige Engel und Putten dargestellt.
Das ovale Oberbild zeigt Gottvater mit einer Weltkugel und den Heiligen Geist in Gestalt einer darüber schwebenden Taube und dürfte von Johann Bernhard Grabenberger gemalt worden sein. Der Hochaltar trägt Statuen der heiligen Antonius, Sebastian, Rochus und Johannes sowie Katharina und Barbara auf dem Aufsatz, der mit einer Statue des Erzengel Michael bekrönt ist.
Über dem gemauerten Altartisch erhebt sich ein Rokokotabernakel mit bekrönendem Baldachin, der von zwei Engelsfiguren mit Leuchtern flankiert wird.
Unter der Empore werden an die 15 Witwenzöpfe aufbewahrt, die sich die Frauen beim Tod ihrer Ehemänner Als Zeichen des Verzichtes abschnitten.
Der linke Seitenaltar hat ein Bildrahmenretabel mit gesprengtem Dreiecksgiebel aus der zweiten Hälfte des 17. Jahrhunderts mit einem Bild der Heiligen Familie, das vermutlich von Martin Johann Schmidt stammt. Das Oberbild, ebenfalls aus der zweiten Hälfte des 17. Jahrhunderts, zeigt die heilige Barbara. Seitlich befinden sich bemalte Brettfiguren des heiligen Laurentius und des heiligen Sebastian.
Der rechte Seitenaltar besteht aus einem einfachen Volutenunterbau mit einem Altarbild des heiligen Johannes Nepomuk aus dem Ende des 18. Jahrhunderts, welches mit „Thadäus Joannes 1760“ bezeichnet ist. Auf dem geschnitzten Laub- und Gitterwerkaufsatz befinden sich seitlich Statuen adorierender Engel und eine Reliquienpyramide.
Der Sarkophagaltar in der Seitenkapelle hat ein Volutenwandretabel mit Rocailledekor aus dem dritten Viertel des 18. Jahrhunderts. Das Altarbild zeigt den heiligen Florian und das Oberbild einen weiteren Heiligen, vermutlich den heiligen Bartholomäus aus der Schule des Martin Johann Schmidt um das Jahr 1768. Die flankierenden Statuen stellen den heiligen Nikolaus und einen heiligen Bischof dar.
Die Kanzel mit volutengegliedertem Korb und Hochreliefs der vier Evangelisten wurde 1740 geschaffen. Die Rückwand mit Draperie trägt ein Relief „Guter Hirte“ in ovalem Rahmen. Am Rande des kegelförmigen Schalldeckels sitzen Putten mit Symbolen der Kirchenväter, an der Spitze steht eine Figur des heiligen Michael.
Auf einer gotischen Konsole steht eine als Schmerzensmann ausgeführte halbfigurige Christusstatue aus der Zeit um das Jahr 1420. Reste der ursprünglichen Polychromierung befinden sich im barocken Baldachin einer Pietà aus der Zeit um das Jahr 1500. Aus der zweiten Hälfte des 15. Jahrhunderts stammen polychromierte Statuen des heiligen Sebastian und eines Schmerzensmannes.
Der Holzdeckel mit Beschlägen eines zwölfseitigen Marmortaufbeckens auf einem Rundsockel aus dem Jahre 1560 ist mit „1610“ bezeichnet.
An den Stufen zum Chor befinden sich einige teilweise zerschnittene mittelalterliche Grabplatten. Die Stufen zur Seitenkapelle bestehen aus Grabsteinen mit Ritzkreuzen, vermutlich aus der Zeit um das Jahr 1300.
Folgende weitere Grabsteine sind vorhanden:
- Kleine Inschriftplatte 1635
- Joannes Josephus Nogrelli 1715
- Martin Seelmayr 1727
- Heliaus Eggenfeltner 1618 mit Wappen
- Bartolomäus Talmayr 1641
- Hans Christoff .ümüller 1672
- Petrus Spindler 1637
- Monumentaler Wappengrabstein Leuthold Wolfenreuter 1424

Eine Platte mit reliefiertem Wappenschild sowie eine abgetretene mit „1631“ bezeichnete Platte sind in den Boden eingelassen.

#### Orgel

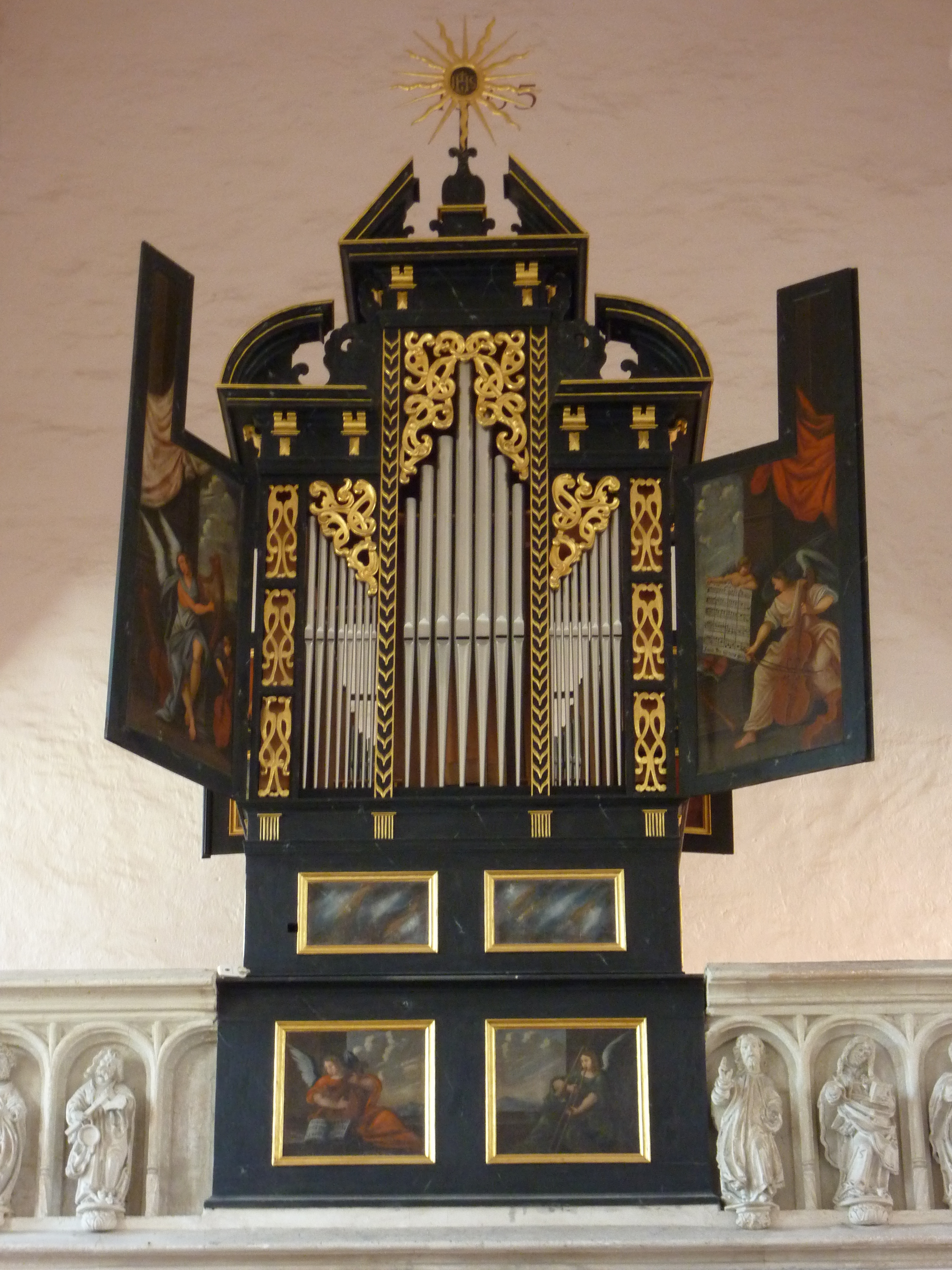
Orgel (frühes 17. Jh.)

Gehäuse und Werk der Orgel aus dem Jahre 1650 mit einem Manual und acht Registern eines unbekannten Orgelbauers befanden sich ursprünglich in einer anderen Kirche, ehe sie nach St. Michael transferiert wurden. Das Positiv des Instrumentes ist in die Brüstung der Empore integriert, das Gehäuse hat einen gesprengten Giebelaufsatz, auf den gemalten Flügeltüren sind musizierende Engel dargestellt. Die Emporenbrüstung mit Wellenblendmaßwerk trägt Statuen von acht Aposteln und eine Christusstatue aus dem Anfang des 16. Jahrhunderts, die bei einer Restaurierung im Jahre 1964 teilweise ergänzt wurden.

### Karner

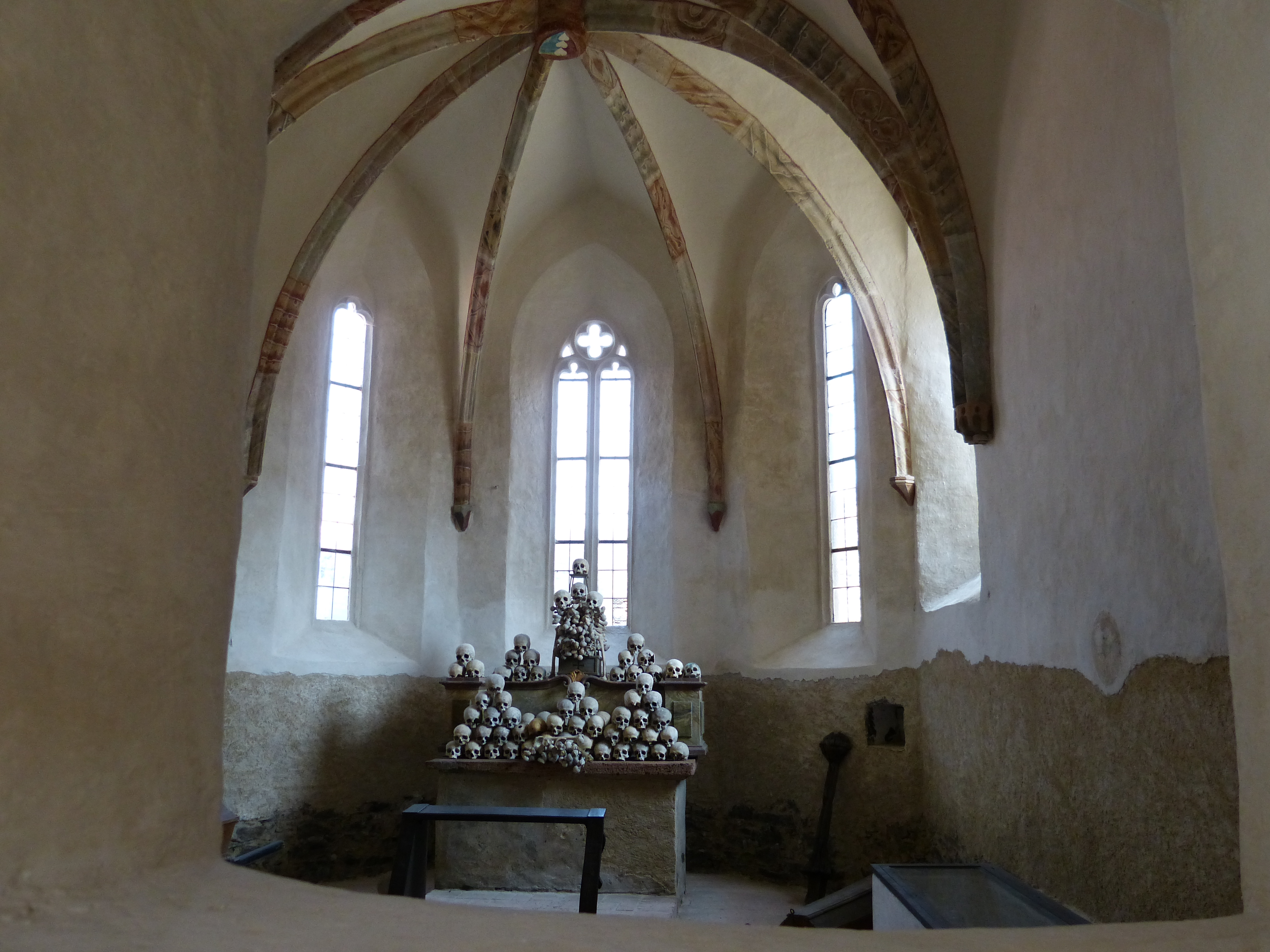
Schädelpietá im Karner

Da der Friedhof in St. Michael nur begrenzte Kapazität hat, diente der Karner als Aufbewahrungsort für die Gebeine der Verstorbenen, um Platz auf dem Friedhof zu schaffen. Im Karner erinnert die so genannte „Schädelpietá“ an diese ursprüngliche Bestimmung. Es handelt sich dabei um Knochen und Schädel, die im östlichen Fünfachtelschluss des Raumes zu einer Pyramide aufgeschlichtet sind und die großteils von Gefallenen der Schlacht von Loiben aus dem Jahre 1805 stammen dürften, wie das Einschussloch einer österreichischen Musketenkugel an einem der Schädel vermuten lässt.
Diese Schädelpietá hat auch symbolischen Charakter und erinnert daran, wie am Karfreitag Maria ihr toter Sohn in den Schoß gelegt wurde.
In Vitrinen befinden sich Mumienreste, die vermutlich aus dem Mittelalter stammen, sowie drei josephinische Gemeindesärge aus dem Jahre 1785.